# Thoche
Thoche (Nepali थोचे) ist ein Dorf und ein Village Development Committee (VDC) im Distrikt Manang in Nordzentral-Nepal.
Das VDC Thoche erstreckt sich über den Osten des Distrikts Manang. Das Gebiet reicht im Nordosten bis zum Nemjung und im Osten bis zum Manaslu.
Die Ortschaften von Thoche liegen hauptsächlich im Flusstal des Dudh Khola, einem linken Nebenfluss des Marsyangdi. Sie liegen am Manaslu-Rundweg.

## Einwohner
Bei der Volkszählung 2011 hatte Thoche 382 Einwohner (davon 177 männlich) in 102 Haushalten.

## Dörfer und Weiler
Thoche besteht aus mehreren Dörfern und Weilern:
- Gho (2500 m ⊙)
- Karche (2750 m ⊙)
- Katee (2700 m)
- Kurne (2380 m)
- Plamne (2250 m)
- Pramu (2540 m)
- Tangbra (2200 m)
- Thoche (1940 m ⊙)
- Tilche (2260 m ⊙)
- Toemro (2580 m)